# Sambhujeet Baskota
Sambhujeet Baskota (nepalí: शम्भूजीत बाँस्कोटा) (1957-), es un reconocido cantante y compositor nepalí. Además es uno de los intérpretes más destacados dentro de la Industria cinematográfica de Nepal. Ha escrito y compuesto más de 3.000 temas musicales y siendo interpretadas como bandas sonoras en más de 250 películas. También ha escrito un tema musical para un programa de campaña, con el fin de ayudar a los niños pobres de todo Nepal.
Sambhujeet Baskota tiene 2 hijos y 2 hijas. Uno de ellos es el director musical, Sr. Sauryajit Baskota, que ha escrito y compuesto para una película titulada, Kusume Rumal - 2, sucesor de la versión original de la película Kusume Rumal, cuyo tema musical fue escrita y compuesta por el mismo Sambhujeet Baskota. Los hijos e hijas de Baskota, están también estrechamente relacionados con la industria cinematográfica de Nepal.